# Ribautodelphax ventouxiana
Ribautodelphax ventouxiana är en insektsart som beskrevs av Den Bieman 1987. Ribautodelphax ventouxiana ingår i släktet Ribautodelphax och familjen sporrstritar.
Artens utbredningsområde är Frankrike. Inga underarter finns listade i Catalogue of Life.